# Oria (Almería)
Oria è un comune spagnolo  situato nella comunità autonoma dell'Andalusia.